# Henry Farny

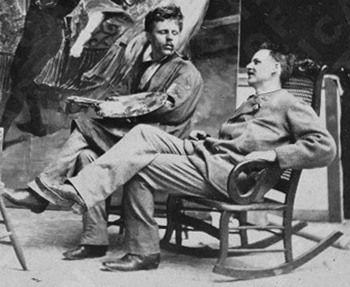
Henry Farny (rechts im Schaukelstuhl) mit Frank Duveneck, 1874

Henry François Farny, auch Henry Francis Farny (* 15. Juli 1847 in Ribeauvillé, Elsass; † 23. Dezember 1916 in Cincinnati, Ohio), war ein französisch-amerikanischer Maler und Illustrator der Düsseldorfer und Münchner Schule, der sich auf die Darstellung nordamerikanischer Indianer spezialisierte.

## Leben

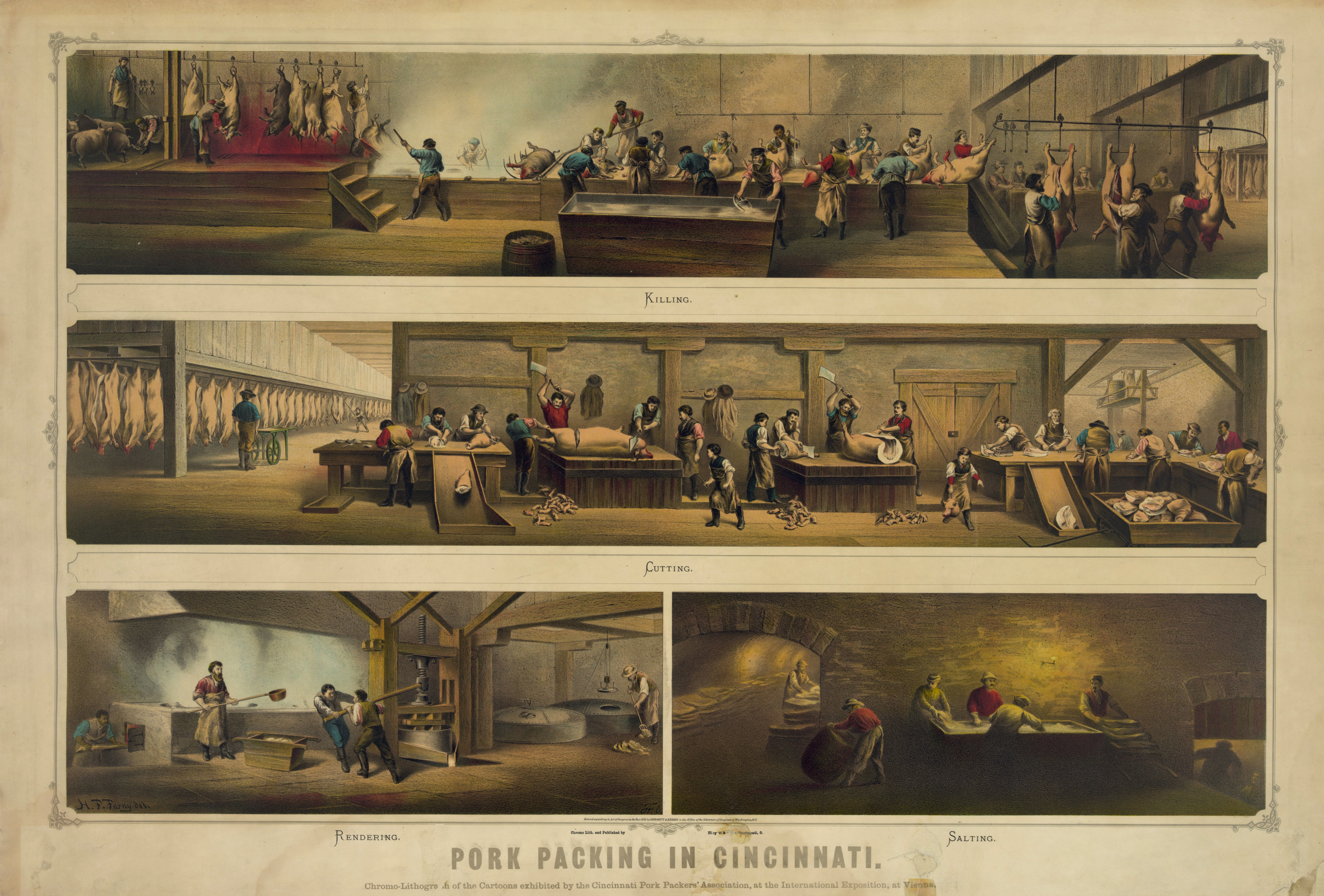
Schweineschlachtung in Cincinnati (Pork Packing in Cincinnati), Chromolithografie, 1873

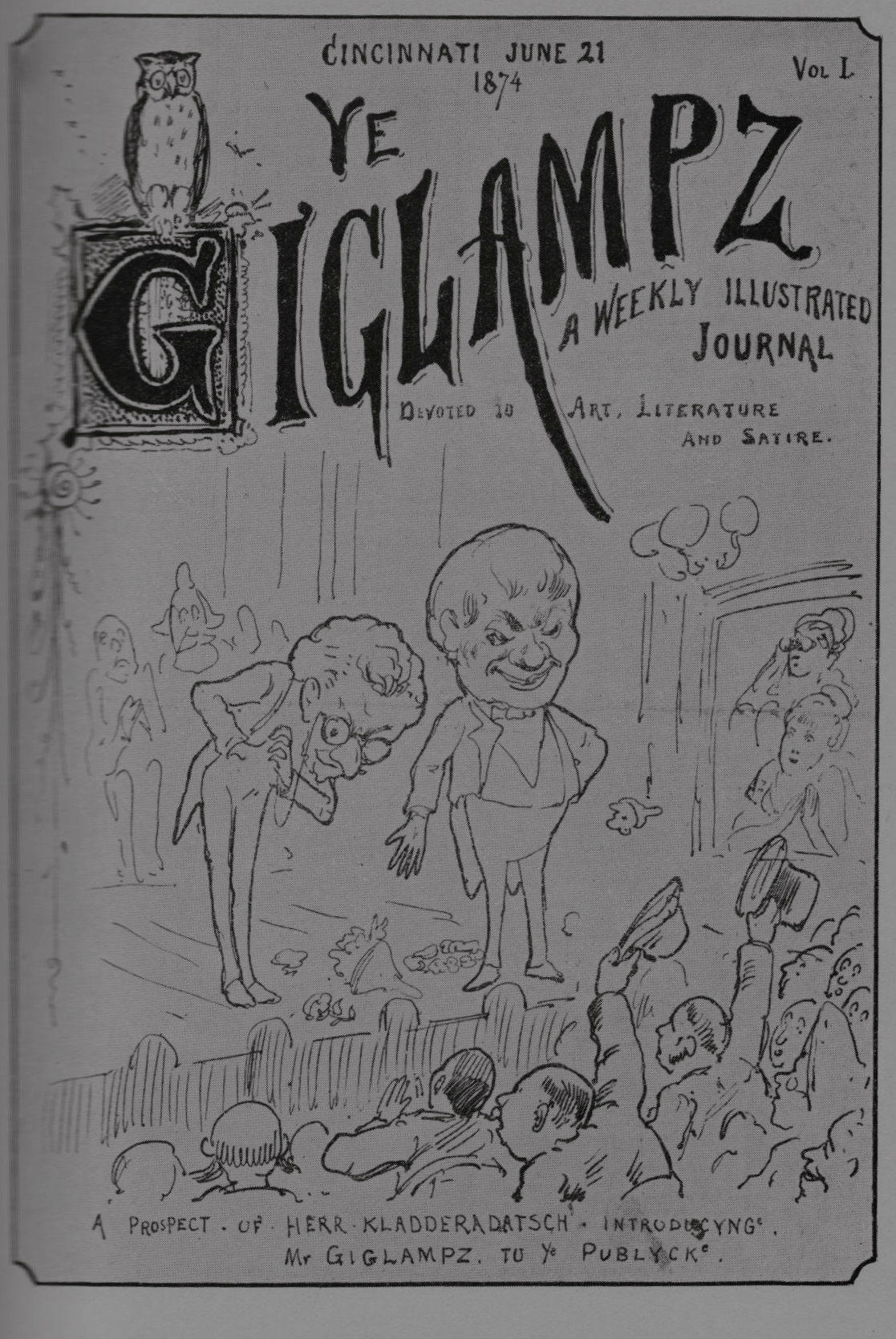
Titelblatt des Magazins Ye Giglampz, 1874

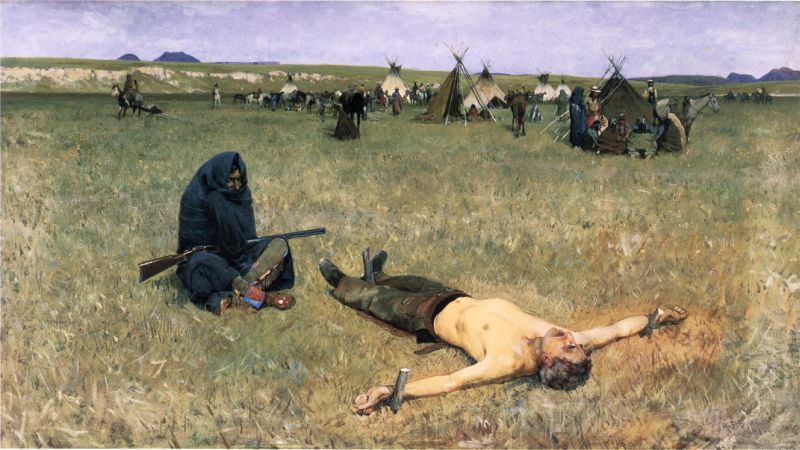
Der Gefangene (The Captive), Gouache und Aquarell, um 1885, Cincinnati Art Museum

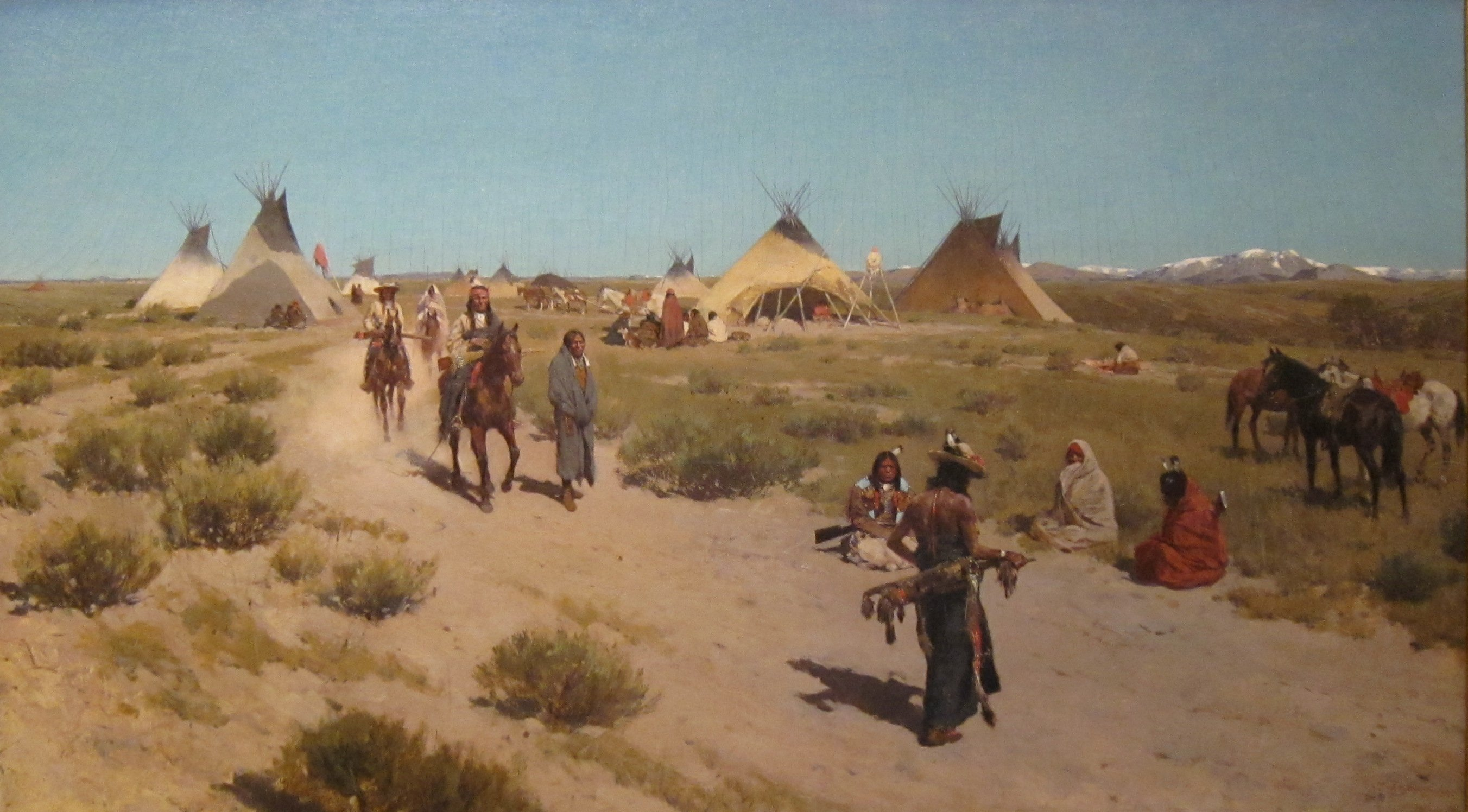
Jagdlager in den Great Plains (Hunting Camp on the Plains), 1890, Cincinnati Art Museum

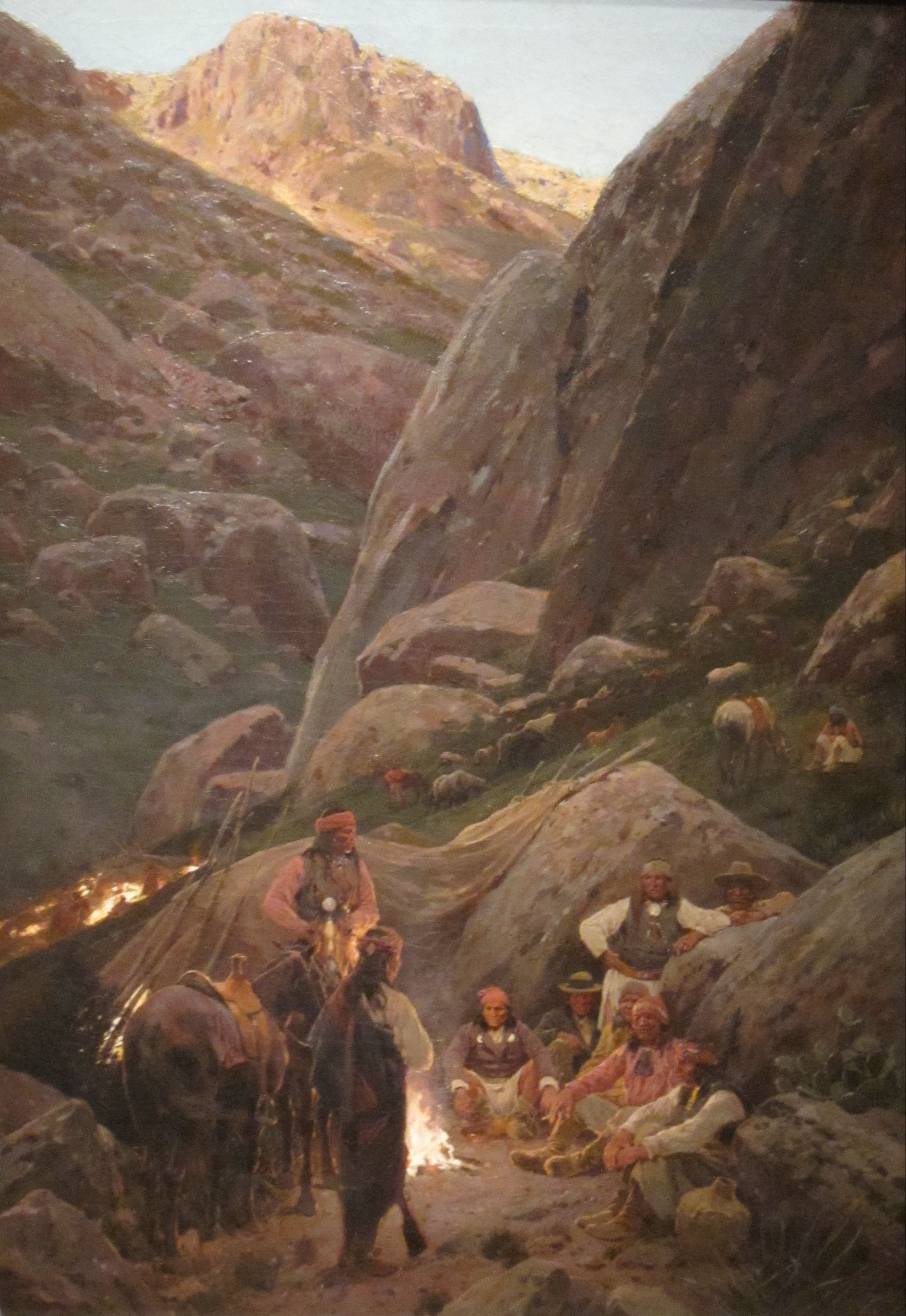
Abtrünnige Apachen (Renegade Apaches), 1892, Cincinnati Art Museum

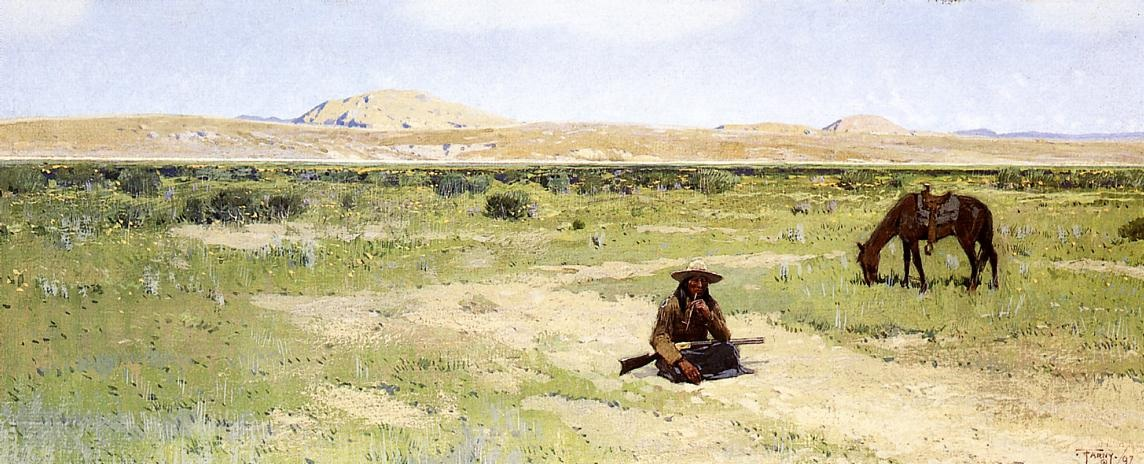
Eine Rast in der Wüste (A Rest in the Desert), 1897

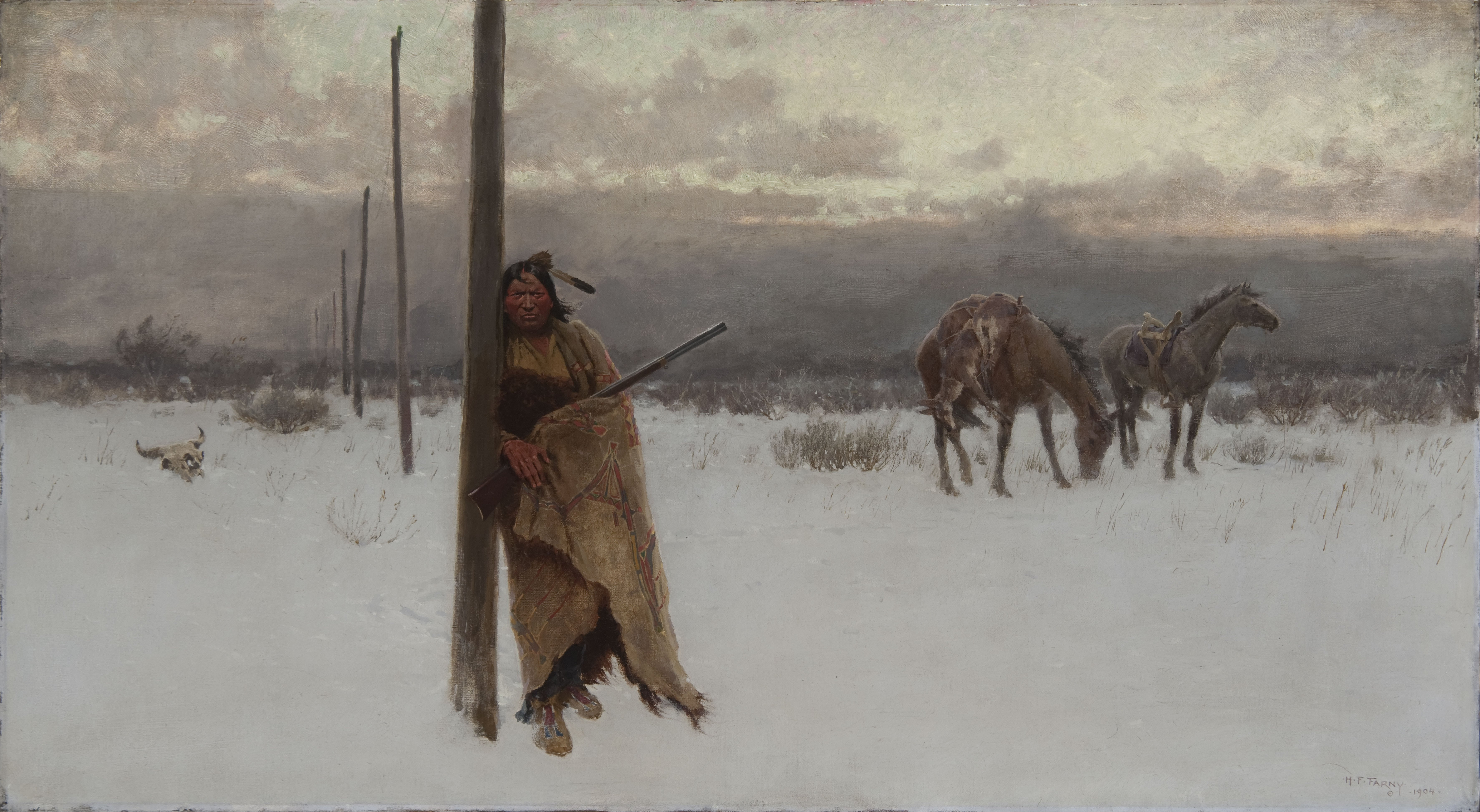
Der Gesang des Sprechenden Kabels (The Song of the Talking Wire), 1904, Taft Museum of Art

1853 emigrierten Farnys Eltern, der Hugenotte und Zimmermann Charles Farny (1811–1863) und dessen Ehefrau Jeannette (1810–1899), geborene Weyband (Weygand), als religiöse und politische Flüchtlinge des Zweiten Kaiserreichs mit ihren Kindern in die Vereinigten Staaten. Über New York zogen sie nach Tionesta, in die Nähe von Warren (Pennsylvania), unweit eines Reservats der Seneca-Indianer, wo Farny deren Leben kennenlernte und bereits als Kind davon Zeichnungen fertigte. Um 1859 zog die Familie nach Cincinnati. Dort besuchte er die Woodward High School, die er allerdings vorzeitig verließ, um durch Arbeit zum Lebensunterhalt der Familie beizutragen. Farnys Vater, der aus ihm einen Angestellten machen wollte, besorgte ihm einen Arbeitsplatz in einem Büro. Doch nachdem der Bürochef gesehen hatte, dass Farny in den Büchern die auftauchenden Kunden karikierte, erklärte er dem Vater, dass er aus seinem Sohn einen Künstler machen solle. Als Illustrator von Kinderbüchern und -magazinen begann Farny schließlich zu arbeiten. Bis 1866 blieb er in Cincinnati, bis 1867 lebte er in New York City, wo er für den Buchverlag Harper & Brothers arbeitete. In dieser Zeit veröffentlichte das Magazin Harper’s Weekly etwa eine doppelseitige Ansicht Cincinnatis, die Farny geschaffen hatte.
1867 reiste Farny nach Italien. In Rom wurde er Schüler seines Landsmanns Thomas Buchanan Read, den er wohl bereits in den Vereinigten Staaten kennengelernt hatte. 1868 zog er nach Düsseldorf, um bei dem deutsch-amerikanischen Maler Albert Bierstadt Privatunterricht zu nehmen. Dort traf er auch auf Hermann Ottomar Herzog. Als Farnys Großtante Marguerite in Colmar starb, vererbte sie ihm einen größeren Geldbetrag. Er ging daraufhin nach Wien und München. 1869 weilte er in Paris. Nachdem er kurzzeitig nach Cincinnati zurückgekehrt war, hielt er sich Anfang der 1870er Jahre wieder in Düsseldorf auf, wo er erneut Privatunterricht nahm, bei Oswald Achenbach (1871) und wohl außerdem bei Mihály von Munkácsy.
Spätestens 1872 kehrte er nach Cincinnati zurück. Mit seiner in Düsseldorf geschulten Malerei hatte er in Cincinnati zunächst nur mäßigen Erfolg, so dass er sich als Illustrator von Plakaten und mit anderen Arbeiten beschäftigte, Anfang 1873 bis 1874 als Lehrer an dem Ohio Mechanics’ Institute. Dies begann sich jedoch zu ändern, als er von der Handelskammer einen ersten lukrativen Großauftrag erhielt, die Darstellung der industriellen, fließbandgestützten Schweineschlachtung Cincinnatis auf Panoramen. Unter dem Titel Pork Packing in Cincinnati schuf er über 27 Meter lange Kartons, die 1873 auf der Wiener Weltausstellung gezeigt wurden. Dort waren sie eine der wenigen amerikanischen Beiträge, die eine Medaille erhielten. Als Chromolithografie fand das ungewöhnliche Industriemotiv, das in Cincinnati scherzhaft „Farnys Schweinebild“ hieß und das Farnys Freund John Robinson Tait als „die Odyssee eines Schweins, von der Phase der Schlachtung bis zur Apotheose als Schweinefleisch“ beschrieb, weitere Verbreitung.
Mit Lafcadio Hearn gründete Farny 1874 das Magazin Ye Giglampz, das neun Ausgaben erlebte. Im gleichen Jahr hatte er mit Frank Duveneck und Frank (Francis X.) Dengler (1853–1879) ein gemeinsames Atelier in Cincinnati. 1875 reisten Duveneck, Dengler und Farny nach München, wo sich Farny mit Duveneck und Dengler bereits 1873 angefreundet hatte. Auch John Henry Twachtman weilte in diesem Münchner Freundeskreis. Im November 1875 schrieb sich Farny an der Königlichen Akademie der Bildenden Künste ein. Dort wurde er von dem Illustrator und Maler Wilhelm von Diez unterrichtet. 1878 kehrte er in die Vereinigten Staaten zurück. Nachdem er eine Zeit lang McGuffey Readers, amerikanische Schulbücher des 19. Jahrhunderts, illustriert hatte, ließ er sich 1879 von Maria Longworth Nichols’ Rookwood Pottery Company anstellen.
Durch den wachsenden Markt der „Indianermalerei“ angeregt unternahm Farny in Jahren 1881 bis 1894 mehrere Studienreisen in die Indianergebiete des Mittleren Westens. 1881 führte ihn eine Reise den Missouri-River entlang, auf der er auch dem Häuptling Sitting Bull begegnete. Das Leben der Indianer konnte er auf seinen Reisen in zahlreichen Skizzen und Fotos festhalten. Außerdem sammelte er viele Indianer-Utensilien, die ihn in die Lage versetzten, in seinem Atelier alle erdenklichen Indianermotive zu malen. In der Darstellung der Indianer hatte er das Sujet gefunden, das ihm fortan große Erfolge bescherte. Sein 1888 entstandenes Gemälde Danger (Gefahr) wurde auf der Weltausstellung Paris 1889 mit einer Bronzemedaille ausgezeichnet. In den 1890er Jahren galt er als der bekannteste bildende Künstler Cincinnatis. Farnys Werk, das heute in vielen Sammlungen vertreten ist, blieb durchgehend populär. 1890 gehörte Farny zu den Gründungsmitgliedern des Cincinnati Art Club. Diesem Künstlerverein, dessen Markenzeichen, die dragonfly, er schuf, diente er in den Jahren 1892 bis 1894 als Vorsitzender. 
Farnys Schwester Leonie (1842–1931) heiratete 1868 den Musikinstrumentenbauer Rudolph Wurlitzer, den Gründer der Rudolph Wurlitzer Company. Mitte der 1880er Jahre zog Farny zu seiner Schwester Marguerite und seinem Schwager Adolph Charles Strobel (1854–1906), einem Kassierer der Rudolph Wurlitzer Company, nach Norwood (Ohio), wo auch Farnys Mutter Jeannette lebte. Sein Atelier unterhielt er zu dieser Zeit in Cincinnati Downtown. Um 1887 heiratete er Lilly (* 1866), die Mutter des 1885 geborenen Adoptivsohns Thomas Ray. Etwa 1890 zogen sie nach Covington (Kentucky). Als Farny 1916 starb, wohnte er in Cincinnati-Clifton und war ein zweites Mal verheiratet, mit Ann Ray Farny (1885–1941), der Mutter von Daniel Farny (1908–1980).